# سکیوریتی-وایدفیلد (کلرادو)
سکیوریتی-وایدفیلد (به انگلیسی: Security-Widefield) یک منطقهٔ مسکونی در ایالات متحده آمریکا است که در شهرستان ال پاسو، کلرادو واقع شده‌است. سکیوریتی-وایدفیلد ۳۶٫۶ کیلومتر مربع مساحت و ۳۲٬۸۸۲ نفر جمعیت دارد.